# Olga Bibik
Olga Bibik –en ruso, Ольга Бибик– (Krasnoyarsk, URSS, 26 de septiembre de 1976) es una deportista rusa que compitió en escalada, especialista en la prueba de bloques.
Ganó tres medalla en el Campeonato Mundial de Escalada entre los años 1993 y 2007, y una medalla de bronce en el Campeonato Europeo de Escalada de 2004.

## Palmarés internacional
| Campeonato Mundial | Campeonato Mundial  | Campeonato Mundial | Campeonato Mundial |
| Año                | Lugar               | Medalla            | Prueba             |
| ------------------ | ------------------- | ------------------ | ------------------ |
| 1993               | Innsbruck (Austria) | Medalla de oro     | Bloques            |
| 1997               | París (Francia)     | Medalla de bronce  | Bloques            |
| 2007               | Avilés (España)     | Medalla de bronce  | Bloques            |
| Campeonato Europeo |                     |                    |                    |
| Año                | Lugar               | Medalla            | Prueba             |
| 2004               | Lecco (Italia)      | Medalla de bronce  | Bloques            |